# 癇癪玉
癇癪玉（かんしゃくだま）は花火の一種であり、火薬を利用して大きな音を立てて遊ぶための玩具。クラッカーボール、投げ弾とも言う。赤・青・黄などで彩色された直径7～8mm の玉の形をしている。外皮の中に火薬と小石が入っており、地面にたたきつけたり、踏んだりすると「パン」と大きな音を立ててはじける。パチンコを使用して発射する場合もある。
平玉火薬と同様に、映画やドラマなどで銃弾が命中したときの特殊効果・効果音にも使用される。鉄柱やコンクリート壁など、穴を開けて弾着（特殊効果用の煙火）を仕掛けることのできない物体に対して、パチンコで飛ばして破裂させ、火花と煙を出す効果を得る。
火薬類取締法施行規則（第1条の5第1号のヘ「爆発音を出すことを主とするもの」の（1））では、「直径1cm以下、重量1g以下、爆薬量が0.08g以下」である事が定められている。材質は鶏冠石と塩素酸カリウムを砂にまぶし、薄紙で包んだものであるとされる。音を出す事を目的とした玩具用花火には、他にクリスマス・クラッカーがあるが、癇癪玉が1919年に日本で考案されたものであるのに対して、クリスマス・クラッカーは1847年に英国で考案されたものとされている。両者の英語名の語源である爆竹(ファイアークラッカー)の歴史は更に古く、紀元前200年の中国大陸まで遡る。
癇癪玉の考案者は静岡県のイケブンであるとされるが、当初は「五色玉花火」や「五色玉」と呼ばれていたものが、第二次世界大戦後の対米輸出開始時にクラッカーボールの名称が使われ始めたという。欧米の花火コレクターの間で現存する日本製の玩具花火には、クラッカーボールの他にロケット花火が存在しており、連合国軍占領下の日本における比較的著名な輸出品であった事が偲ばれる。
欧米では癇癪玉よりも大きな、アメリカンクラッカーに近い大きさのクラッカーボールもあり、爆竹のように導火線に着火して用いる。癇癪玉と類似した「衝突させて大きな音を出す玩具花火」では、ハンド・ブラスター(Hand Blaster)と呼ばれるものもあり、2個一組で販売されている球を互いにぶつけあう事で、400回程度大きな音を発生させる事ができ、表面に塗布された火薬がぶつけた個所のみ発火する構造のため、「手の中で発火させても安全」であるとされている。